# One Little Victory
One Little Victory (в переводе с англ. — «Одна маленькая победа») — песня канадской прогрессив-рок-группы Rush из альбома Vapor Trails. Текст песен написан барабанщиком группы Нилом Пиртом. Выйдя в качестве сингла 29 марта 2002 года, песня стала первым официальным релизом группы после фактического распада группы, связанного с гибелью дочери и смерти жены Пирта. Выдержанная в более тяжелом стиле по сравнению с обычным стилем группы, со взрывным звуком ударных и мощными гитарами, One Little Victory, воспевающая личный триумф, была изначально задумана как открывающая песня альбома, знаменующая возвращение группы на сцену.

## Список композиций
| №  | Название             | Текст песни | Музыка      | Длительность |
| -- | -------------------- | ----------- | ----------- | ------------ |
| 1. | «One Little Victory» | Пирт        | Ли, Лайфсон | 5:08         |

## Участники записи
- Гедди Ли — вокал, бас-гитара
- Алекс Лайфсон — гитара
- Нил Пирт — ударные, перкуссия
- Хью Сайм — обложка сингла

## Места в чартах
Сингл One Little Victory достиг пикового 10 места в чарте Billboard Mainstream Rock Airplay.

## Использование песни
- Ремикс-версия песни появляется на сборнике Rush Retrospective 3.
- Альбомная и инструментальная версии песни входят в саундтрек игры Need for Speed: Hot Pursuit 2.